# Dean Corll
Dean Arnold Corll (Fort Wayne, Indiana, 24 de dezembro de 1939 - Pasadena, Texas 8 de agosto de 1973) foi um assassino em série norte-americano, de fama póstuma, e que juntamente com dois cúmplices adolescentes, David Owen Brooks e Elmer Wayne Henley, cometeu os assassinatos em massa de Houston, Texas.
É suspeito de ter sequestrado, violado, torturado e assassinado um mínimo de 28 meninos entre 1970 e 1973. Na época em que os assassinatos foram descobertos, o caso foi considerado o pior caso de assassinatos em série nos Estados Unidos até à época. Todas as suas vítimas eram jovens do sexo masculino com idades entre 13 e 20 anos. A maioria das vítimas foi sequestrada de Houston Heights, que era então um bairro de baixa renda a noroeste de Houston. Várias vítimas eram amigos e duas outras vítimas, Billy Gene Baulch Jr e Malley Winkle, eram ex-funcionários da Companhia de Doces Corll.
Os crimes só foram conhecidos depois de Elmer Wayne Henley ter disparado vários tiros sobre Corll, assassinando-o, e ter chamado as autoridades policiais.